# Emil Ratzenhofer
Emil Ratzenhofer, né le 2 août 1914 et mort le 17 décembre 2005, est un patineur artistique autrichien. Il est quintuple champion d'Autriche en couple artistique avec sa sœur Herta Ratzenhofer dans les années 1940, double médaillé de bronze aux championnats européens de 1948 et 1949, et participe aux Jeux olympiques d'hiver de 1948.

## Biographie

### Carrière sportive
Emil Ratzenhofer patine d'abord en individuel jusqu'en 1940, puis en couple artistique à partir de 1941.
En individuel, il obtient deux médailles de bronze aux championnats autrichiens de 1938 et 1939. Il représente son pays aux championnats européens de 1935 à Saint-Moritz et aux mondiaux de 1937 à Vienne. Il représente ensuite l'Allemagne lors des championnats européens de 1939 à Davos pendant l'Anschluss (1938-1945).
Il s'oriente à partir de 1941 vers les compétitions de couple artistique avec sa sœur Herta Ratzenhofer. Ensemble ils deviennent quintuples champions d'Autriche (1943, 1946, 1947, 1948 et 1949) et champions d'Allemagne en 1944. Ils représentent leur pays à deux championnats européens où ils obtiennent deux médailles de bronze (1948 à Prague et 1949 à Milan), à deux mondiaux (1948 à Davos et 1949 à Paris) et aux Jeux olympiques d'hiver de 1948 à Saint-Moritz.
Il quitte les compétitions sportives après 1950.

### Famille
Emil Ratzenhofer est ingénieur de métier et a deux filles avec sa femme Christine. Il est le petit-fils de Gustav Ratzenhofer (1842-1904).

## Palmarès

### En individuel
| Compétitions                                                               | 1935 | 1936 | 1937 | 1938 | 1939 | 1940 |
| Jeux olympiques                                                            |      |      |      |      |      | JA   |
| Championnats du monde                                                      |      |      | 9e   |      |      | CA   |
| Championnats d'Europe                                                      | 9e   |      |      |      | 7e   | CA   |
| Championnats d'Autriche                                                    |      |      |      | 3e   | 3e   |      |
| Légende : JA = Jeux olympiques d'hiver annulés ; CA = Championnats annulés |      |      |      |      |      |      |

### En couple artistique
Avec sa sœur Herta Ratzenhofer
| Compétitions | 1941 | 1942 | 1943 | 1944 | 1945 | 1946 | 1947 | 1948 | 1949 | 1950 |
| Jeux olympiques |      |      |      | JA   |      |      |      | 9e   |      |      |
| Championnats du monde | CA   | CA   | CA   | CA   | CA   | CA   | CI   | 11e  | 5e   |      |
| Championnats d'Europe | CA   | CA   | CA   | CA   | CA   | CA   | CI   | 3e   | 3e   |      |
| Championnats d'Allemagne                                                                                                 |      | 3e   | 2e   | 1er  | CA   | CA   |      |      |      |      |
| Championnats d'Autriche                                                                                                  | 2e   |      | 1er  | CA   | CA   | 1er  | 1er  | 1er  | 1er  | 3e   |
| Légende : JA = Jeux olympiques d'hiver annulés ; CA = Championnats annulés ; CI = Championnats interdits aux autrichiens |      |      |      |      |      |      |      |      |      |      |